# Wollershausen
Wollershausen là một đô thị thuộc huyện Göttingen, trong bang Niedersachsen, Đức. Đô thị này có diện tích 9,15 km².